# ألواح اليهودو

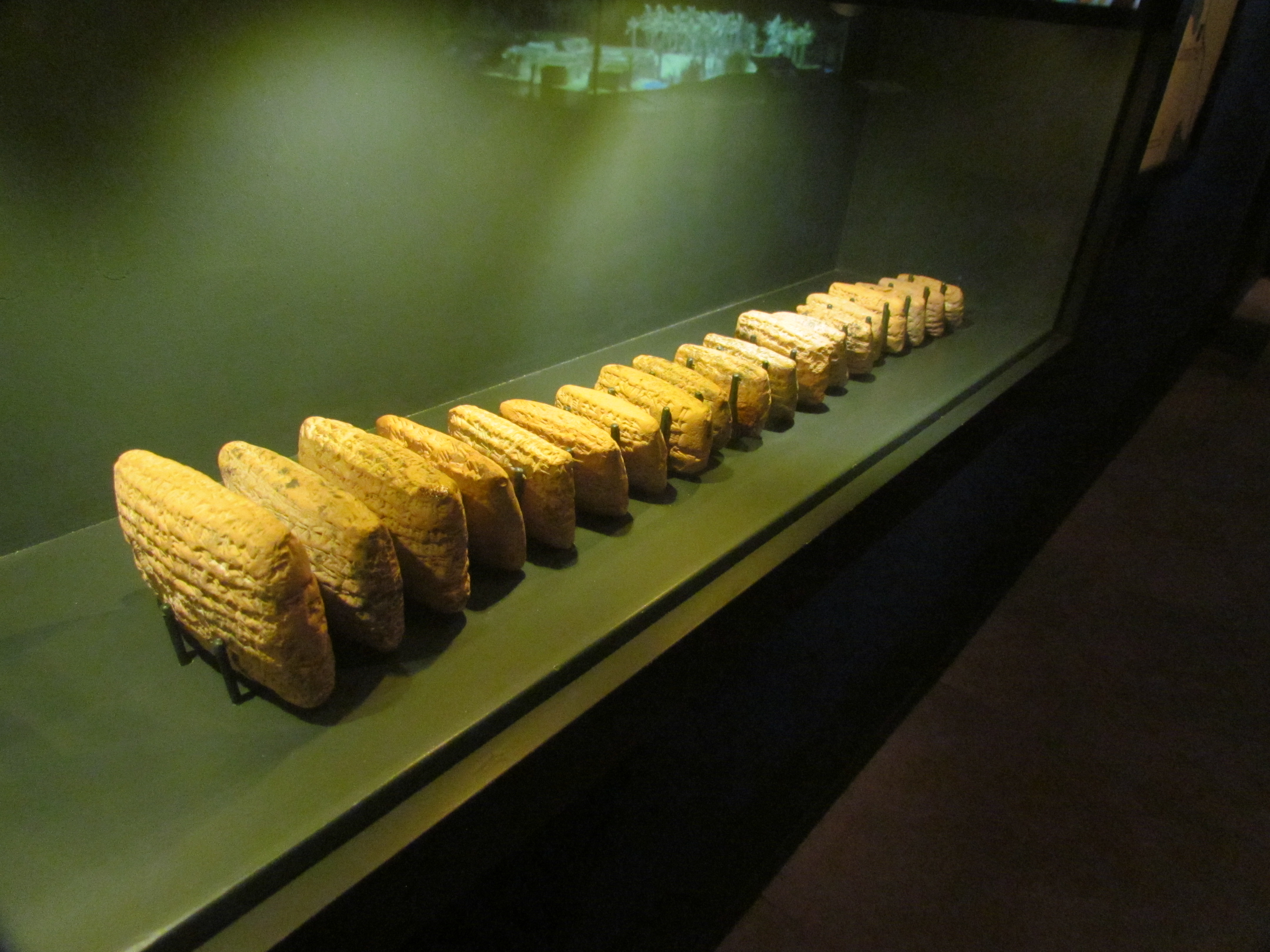
ألواح اليَهودو في مُتحف بُلدان الكتاب المقدس، القُدس.

ألواح اليَهودو، عبارة عن مجموعة من 200 لوح طيني كُتبت باللُغة المسمارية تعود إلى القرنين السادس والخامس قبل الميلاد لمُجتمع اليهود المنفي في بَابِل بعد تدمير الهيكل الأول. تُدون الألواح معلومات عن حالة اليهود المنفيين من يهوذا في مدينة بَابِل. سُميت الألواح على اسم المُستوطنة المذكورة في الوثائق، اليَهودو (بالأكادية: مَدينة يهوذا)، وهي محفوظة الآن في مُتحف بُلدان الكتاب المقدس، القُدس.
تعود أقدم وثيقة في المجموعة إلى عام 572 قبل الميلاد، أي بعد حوالي 15 عامًا من تدمير الهيكل، في عهد الملك «نبوخذ نصر الثاني». يعود تاريخ أحدث وثيقة إلى عام 477 قبل الميلاد، في عهد الملك «خشايارشا الأول»، أي بعد حوالي 60 عامًا من بدء العودة إلى صهيون وقبل حوالي 20 عامًا من صعود الملك «عزرا».

## الاكتشاف والبحث
لا تحتوي السجلات العامة على معلومات مكان وتاريخ اكتشاف الوثائق في العراق، ويبدو أنه لم يتم العثور عليها في الحفريات الأثرية. كانت المرة الأولى التي تُعرض فيها اللجمهور من خلال مقالة لباحثين فرنسيين في عام 1999، تناولت ثلاث وثائق لليهود في بَابِل، بما في ذلك مدينة اليهود نفسها. كانت هذه الشهادات الثلاث جُزءًا من مجموعة صغيرة من ست وثائق بحوزة جامع الآثار الإسرائيلي «شلومو موساييف».
في بداية القرن الحادي والعشرين، اتضح أن هذه الألواح لم تكن مجموعة صغيرة، ولكنها مجموعة تضم أكثر من 200 وثيقة، مُعظمها كان ضمن مجموعتين خاصتين أخريين. تم تقديم بعض الوثائق في عام 2004 في متحف الشعب اليهودي في تل أبيب وتم التحقيق فيها جزئيًا بواسطة «كاثلين أبراهام» من جامعة بار إيلان. منذ ذلك الحين، تم فحص المجموعة بأكملها بشكل رئيسي من قبل باحثين - «كورنيليا ونش» من ألمانيا و«لوري بيرس» من الولايات المتحدة. بعد سلسلة من الأوراق حول القضايا الوثائقية، نشر وينش وبيرس في أوائل عام 2015 أول ترجمة كاملة وتحليل للمجموعة في كتاب.

## جغرافية
لم يتم الإفصاح عن مكان وظروف اكتشاف الوثائق. ومع ذلك، يمكن تتبع موقع المُجتمعات المذكورة في الوثائق، حيث استقر اليهود المنفيون، بناءً على القرائن الموجودة في مُحتويات الوثائق. يعتمد التقييم على عنصرين رئيسيين:
- ذكر المواقع المألوفة، مثل المدن التي تم التنقيب عنها والبحث فيها، أو المفاهيم التي تم نَسبُها لموقعها.

- إحالة أسماء الكتّاب القلائل المذكورين في الوثائق إلى المُجتمعات المذكورة فيها وتاريخ كتابة الوثائق. في بعض الحالات، مكنَ هذا التقاطع من تقدير المسافة بين منطقة معروفة ومنطقة محلية غير معروفة.

وبناءً على ذلك، يقدر الباحثون أن اليهود والتجمعات الأخرى المذكورة في الوثائق تقع في المنطقة الواقعة جنوب شرق مدينة نيبور.

### المواقع المذكورة في الوثائق
إلى جانب مُستوطنة اليهود، ذُكرت مستوطنات أخرى حيث كان اليهود يعيشون أو يعملون. بعضها مدن معروفة وبعضها كان على ما يبدو مستوطنات تابعة لليهودو. المواقع الرئيسية المذكورة في الوثائق هي:
- اليهودو: المُستوطنة المهيمنة في الوثائق. أقدم وثيقة في المجموعة، مؤرخة في 572 قبل الميلاد، تُسمى اليهودو («مدينة اليهود»).

- بيت نشار: على ما يبدو ليس بعيدًا عن اليهودو. مُجتمع مُختلط يعيش فيه اليهود أيضًا. كان حاكم المُستوطنة، الذي يظهر في العديد من الوثائق، هو «أحيكار بن ريمو»، الذي ربما كان من أصل يهودي.

- بيت أفيرام: يُحتمل أن يكون اسمه على اسم «إبراهيم». على الرغم من أن هذه المنطقة على صلة باليهودو، إلا أنه لم يكن هناك يهود يحملون أسماء يهودية ومن غير الواضح ما إذا كان اليهود يعيشون هناك. الشخص الأكثر ذكرًا في هذه المنطقة هو «زافا شير أوزير»، المسؤول عن وريث العرش البابلي.
- قرية أوبو شا توبياما: يُرجح أنها سميت على اسم مؤسس القرية «توفياهو بن موخياهو».
- الحزطو: جماعة من الفلسطينيين منفيين من غزة.

تحتوي المجموعة أيضًا على وثائق من مدن بابل ونيبور وبورسيبا، وحتى وثيقة موقعة على ضفاف نهر كبار، والمعروفة في الكتاب المقدس باسم موقع المنفى والمعروفة من السجلات البابلية كقناة ري كانت تُستخدم أيضًا كقناة نقل للتُجارة وحركة الأشخاص. لم تحتوي المجموعة على أي إشارات إلى مدن أخرى معروفة في الكتاب المقدس كان يقيم فيها المنفيون البابليون.

## حياة اليهود في بابل كما تتُصورها الوثائق
تغطي ألواح اليهودو فترة 100 عام تحت الحُكم البابلي، وخاصة الفارسية. بشكل عام، تُظهر الوثائق تشابهًا بين حياة اليهود والمنفيين الآخرين في المملكة في ذلك الوقت. من حيث المبدأ، يُمكن القول أن الوثائق تشهد على التوتر الناتج بين الحفاظ على الهوية اليهودية واللغة والثقافة والدين، وأحيانًا الإرادة، للاندماج في حياة بَابِل. في هذا الصدد، تتوافق الحياة في بَابِل مع تعليمات النبي «إرميا» في رسالة أرسلها من يهوذا إلى المنفيين البابليين بعد سبي «يهويا كين» في 597 قبل الميلاد.

### وضع المنفيين
وبحسب الوثائق فإن اليهود عرفوا بأسم «شوشانو». هذا الأمر معروف أيضًا من وثائق أخرى من تلك الفترة ويتعلق بالمنفيين الأجانب الذين تم نفيهم إلى بَابِل، وذلك بشكل أساسي لإعادة تأهيل المدن والمناطق التي دمرتها الحروب الماضية. حصل هؤلاء المنفيون على إيجار أرض لكسب عيشهم في شكل خدمة مُقابل أرض. على الرغم من أنه يمكن مقارنتها بوضع المستأجرين المقيدين بالأرض، يبدو أنهم تمتعوا بحرية التنقل، وقد تم تعريفهم ككيانات مُستقلة قبل القانون البابلي والفارسي وتمتعوا بإمكانيات التكامل الاجتماعي والاقتصادي.

### خدمة المملكة
تم ذكر نوع الخدمة المطلوبة من المنفيين في الوثائق، سواء في سياق تعيين الأراضي المُستأجرة أو مباشرة في الوظائف التي كان على المنفيين أداؤها كجزء من دفع الضرائب. بناءً على وثائق أخرى تتعلق بدفع الضرائب والخدمة للمملكة بعد توطينهم، يبدو أن المنفيين الآخرين كانوا يقومون بأعمال البناء والحفر وصيانة قنوات الري. من الممكن أن يكون من بين هؤلاء العديد من «المحراث والأقفال»، المذكورة فيما يتعلق بنفي «يهويا كين» في 597 قبل الميلاد. يبدو أن طبيعة الخدمة الموصوفة تشير أيضًا إلى وجود قيود مفروضة عليهم في حركتهم، وإلى حد ما ربما كان وضعُهم في هذه الفترة مشابهًا لوضع العبيد. قد تنعكس هذه الفترة في الأسطر الشهيرة من سفر المزامير 137 في المنفى.

### التكامل الاجتماعي والاقتصادي
معظم اليهود على الشهادات كانوا يكسبون رزقهم من الزراعة. معظم الأراضي التي استأجروها كانت مزروعة بالتمر والشعير، لكن تم ذكر القمح والتوابل والكتان أيضًا في الوثائق. يظهر تحليل المبالغ المالية في المعاملات الواردة في المُستمسكات أن وضعهم الاقتصادي متدنٍ مُقارنة بالمملكة. تشير مقارنة الاتفاقيات الاقتصادية من المجموعات الأخرى في بَابِل إلى اندماج اليهود في الحياة الاقتصادية لبابل، ويبدو أنهم عملوا على المستوى الاقتصادي اليومي مثل البابليين الآخرين، وليس بالضرورة وفقًا لقوانين التوراة.
بين المنفيين، هُناك وثائق لعدد من اليهود ذوي المكانة الاقتصادية القوية. عمل البعض (مثل «رفاهية بن سماشيهو» وابنه) كوسطاء ائتمان للسُكان اليهود وتمكنوا من جمع رأس مال كبير. قدم هؤلاء الوسطاء عملات معدنية فضية لتركيز مدفوعات الضرائب للعديد من اليهود وتزويد المزارعين بوسائل الإنتاج، مثل حيوانات الحرث والحبوب.

### أسلوب الحياة اليهودي والموقف من صهيون
نظرًا لطبيعة الوثائق، فإن هذا الموضوع يظهر بشكل ضمني فقط. يُمكن رؤية مُحاولة الحفاظ على الهوية اليهودية في تسلسل الأسماء لأفراد الأسرة لمدة أربعة أجيال على الأقل، وفي حقيقة عدم العثور على وثائق في الأعياد اليهودية، وعدم توقيع التواريخ يوم السبت.
لا تُظهر الوثائق علامات على عودة أشخاص إلى يهودا، ولكن تم العثور على يهوديين على الأقل لديهما الرغبة في العودة إلى كنعان:
- رجل يدعى «ياشوف تصادق»، على ما يبدو، أطلق اسمه على أمل العودة إلى الأرض المقدسة.

- رجل يدعى «يالياهو»، يُشير إلى رغبة والديه في الهجرة إلى يهودا. يرتبط الاسم بمصطلح «يال-ياهو» من سفر عزرا (1: 3)، والذي يُشير إلى عودة المنفيين إلى يهوذا، كما سمح بهِ كورش في عام 538 قبل الميلاد.

### اصطلاحات التسمية الموروثة
توفر ألواح اليهودو من بين النسخ البابلية الأولى لأسماء بني إسرائيل. في وقت سابق، قام الآشوريون، الذين أسقطَهُم البابليون، بعمل العديد من النقوش التي تضمنت أسماء ذات اصل يهودي، بما في ذلك «عمري»، «حزقيا»، «فقح» و«هوشع»، «يهويا كين»، و«ايلو بعدي».